# Navia caulescens
Espèce
Classification phylogénétique
Navia caulescens est une espèce de plantes à fleurs de la famille des Bromeliaceae, endémique de Colombie.